# Fort XIII Twierdzy Warszawa
Fort XIII („Lewicpol”, „Lewiopol”) – fort pierścienia zewnętrznego Twierdzy Warszawa, położony na prawym brzegu Wisły, wybudowany w latach 80. XIX wieku. 
Fort został całkowicie zniszczony na podstawie rozkazu z 1909, aczkolwiek na planach i mapach wojskowych w okresie międzywojennym zaznaczano kontur tego fortu. Fort ten widnieje jeszcze na zdjęciach lotniczych z 1945 roku. Obecnie jest to teren pomiędzy ogrodzeniem jednostki wojskowej a leśną częścią ul. Malborskiej.